# Wiejna (obwód mohylewski)
Wiejna (biał. Вейна; ros. Вейно) – agromiasteczko na Białorusi, w obwodzie mohylewskim, w rejonie mohylewskim, w sielsowiecie Wiejna.
Od północnego wschodu Wiejna graniczy z Mohylewem. W bezpośrednim sąsiedztwie Wiejny znajdują się zakład karny oraz zakłady przemysłowe.